# 本間正巳 (政治家)
本間 正巳（ほんま まさみ、1947年（昭和22年）3月8日 - 2015年（平成27年）7月20日）は、日本の政治家。山形県酒田市長（1期）。

## 来歴
山形県酒田市生まれ。1970年の東北学院大学卒業後に山形県庁に入庁し、総務部長などを歴任。2007年、山形県企業振興公社理事長に就任。
2009年、酒田市の副市長に就任。2012年、同市市長阿部寿一が辞職し第46回衆議院議員総選挙に立候補したのに伴い行われた市長選挙に立候補し、初当選を果たす。
2014年5月、咽頭癌の除去手術のため宮城県名取市の宮城県立がんセンターに入院し、その後山形市の病院で投薬と放射線手術を受けた。入院する際には、市議会議長に日付を空欄にした状態の辞表を事前に提出していた。
手術の際に声帯を切除したため自力で話すことが出来なくなったが、電気式人工咽頭（人工声帯）を使って発声練習を繰り返し、11月25日から公務に復帰した。しかし、復帰から3週間後の12月16日、市議会の第三会派「市民の会」は「声が聞き取りにくい」との理由で、市議会に市長辞職勧告案の検討を提案したが、この提案は他会派の不同意によって実現しなかった。
その後も腎機能障害などにより入退院を繰り返し、胸部に癌が転移していることが判明していた。
2015年7月17日、病気の悪化を理由に辞意を表明した。しかし3日後の20日に入院先の日本海総合病院で咽頭癌のため死去、68歳。死没日をもって瑞宝小綬章追贈、従五位に叙される。

## 政策・主張
人口減少問題や観光客誘致・交通網整備などの解決・促進のため山形新幹線庄内延伸を公約に掲げており、羽越本線高速化を目指している鶴岡市の榎本政規市長と競合していた。
2014年1月7日、1997年のジャスコ撤退以来、更地となっている酒田駅前の再開発事業を進めるため、民間主導から市主導の再開発に移行させることを発表した。
2015年5月19日、観光、文化、教育、産業面での交流・協力を促進するための交流提携書を秋田市長の穂積志と交わした。